# Національний парк Нксаї Пан
Нксаї Пан — національний парк у Ботсвані. Розташований в однойменній безстічній западині — частині більшої Макгадікгаді.

## Розташування
Парк розташований у північній частині Ботсвани в південно-східній частині Північно-західного району на північ від солончака Макгадікгаді. Його площа — 2578 км² — зайнята лісами, саваною і великими ділянками лугів. Також на території парку розташовані дві безстічні западини, які були колись частиною Макгадікгаді, що почав висихати приблизно 10000 років тому, — це Нксаї Пан і Кгама-Кгама Пан. На південь від Нксаї Пан розташований інший національний парк країни — Національний парк Макгадікгаді (англ. Makgadikgadi-Pan-Nationalpark).

## Опис

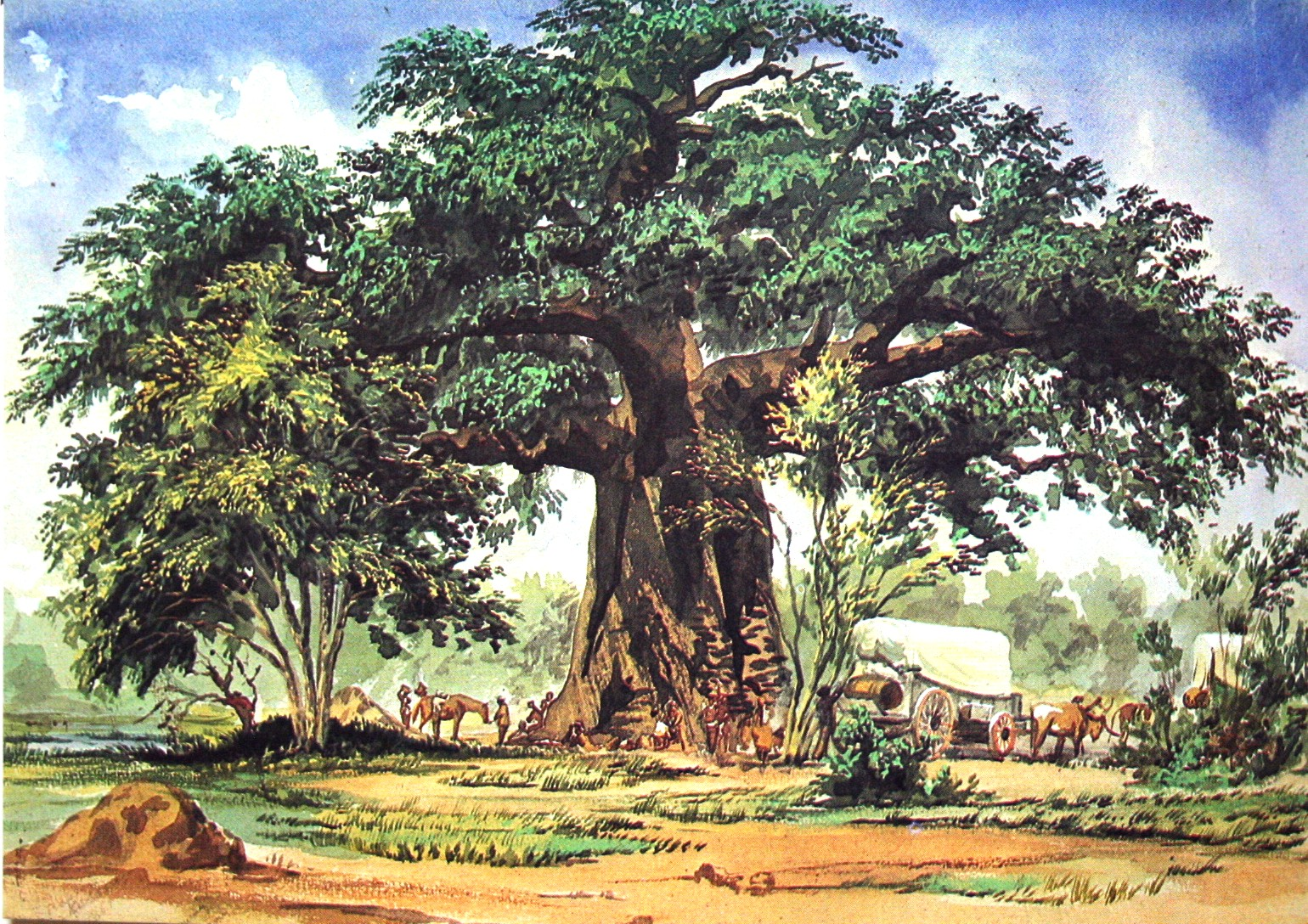
Баобаби Нксаї Пан на картині Томаса Байнеса

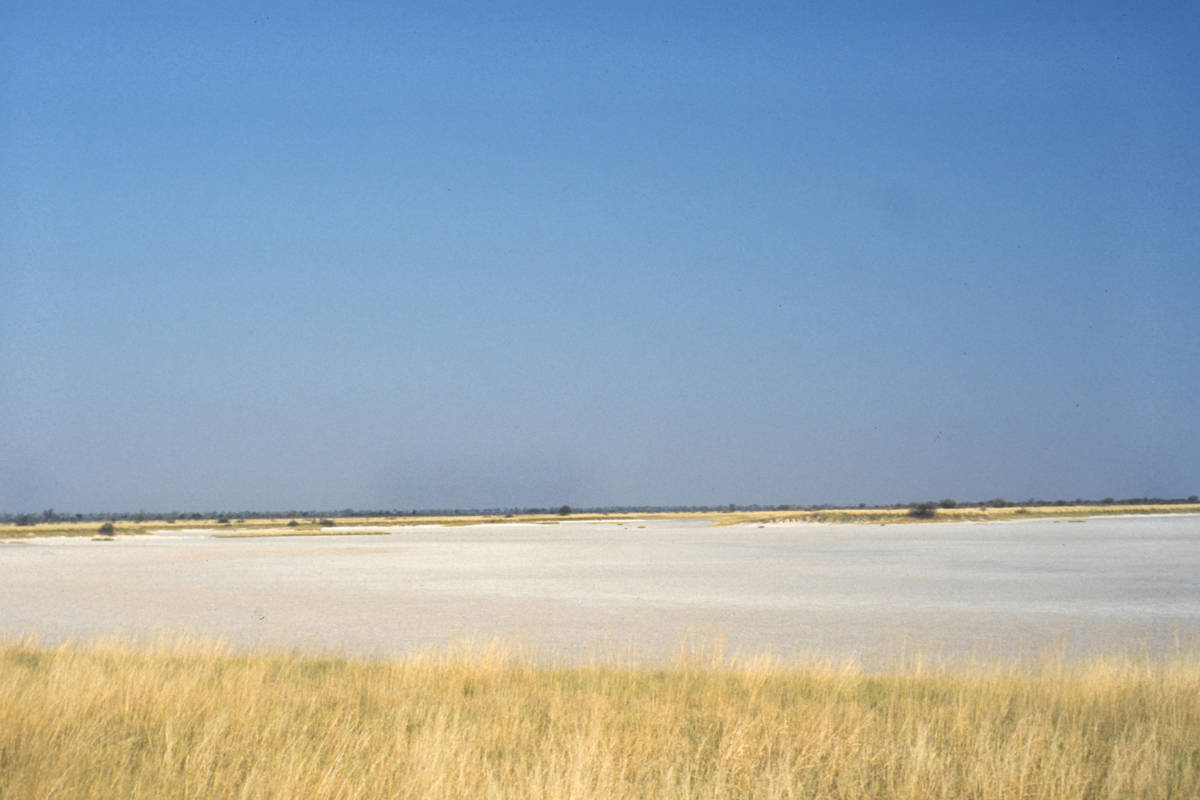
Солончаки Нксаї Пан

У 1970 році Нксаї Пан надано статус заповідника, а з 1992 року — національного парку. Після надання статусу національного парку територія Нксаї Пан була збільшена з 1676 км² за рахунок приєднання до неї Баобабів Байнеса.
Найпривабливішим для відвідування парк є з листопада по квітень, в час сезону дощів, у зв'язку з великою кількістю рослинності, перелітних птахів, стад травоїдних тварин і хижаків. Проте, пересування в дощовиту пору року по парку стає проблематичним через розмиті глинисті дороги. Решта пори року — з травня по жовтень, починається сезон посухи, з температурою за 40 градусів і сухим повітрям. В цей час велика частина водойм парку пересихає і тварини скупчуються поблизу штучного водопою.

## Фауна
З тварин в парку мешкають антилопи, газелі, зебри, гну, орікси, канни, леви, жирафи, куду, шакали, медоїди. З нетипових для цієї місцевості тварин в парку зустрічаються конгоні, вухаті лисиці, бурі гієни, гепарди, носороги. Дуже багата орнітофауна парку — на території Нксаї Пан зустрічається понад 250 видів місцевих і перелітних птахів, включаючи страусів, боривітра, тетерука, червонодзьобого турача (англ. Red-billed Spurfowl).

## Флора
Рослинність представлена в першу чергу лугами короткої трави, що забезпечує живлення для газелей і антилоп. З дерев, окрім баобабів, поширені акація кручена (Acacia tortilis) і інші акацієві, комбретум, охна красива (Ochna pulchra), кавові дерева, терміналії, діхростахіс сизий (Dichrostachys cinerea), тархонантус камфорний (Tarchonanthus camphoratus) і інші. Крім того, велика кількість різних польових квітів під час сезону дощів.
Однією з головних пам'яток парку є Баобаби Байнеса — великий баобабовий ліс, названий на честь Томаса Байнеса (англ. Thomas Baines), що зафіксував ці дерева на своїй картині. Баобаби ростуть в 30 км від воріт парку. Байнес був дослідником, художником, дослідником природи і картографом. У 1861–1863 роках він разом з Джэймсем Чепменом проходив через територію нинішнього парку під час їх дворічної подорожі з Намібії до водоспаду Вікторія.

## Туризм
На території парку, в 2 км від вхідних воріт, розташований єдиний палатковий табір для туристів, розрахований на 18 гостей. На території табору знаходяться їдальня, бібліотека і магазин сувенірів. Потрапити в парк можна по автомобільній дорозі від столиці Ботсвани — міста Мауна, розташованого в 138 км від Нксаї Пан. Найближчий населений пункт — село Гвета, що знаходиться в 104 км від національного парку.

## Ресурси Інтернету
- Вікісховище має мультимедійні дані за темою: Національний парк Нксаї Пан
- Nxai Pan National Park general information